# Сателлит (остров, Тасмания)
Остров Сателлит (англ. Satellite Island) — небольшой остров в юго-восточной Австралии. Он является частью группы островов, лежащих вблизи юго-восточного побережья Тасмании, в проливе Д’Антркасто между островом Бруни и островом Тасмания.
Остров был открыт французской экспедицией под руководством Бруни Д’Антркасто. Первоначально он был использован в качестве обсерватории для ночного наблюдения неба.
На острове находится большая колония пернатых. Остров окружен множеством кустарников и деревьев.
Остров находится в частной собственности. По данным журнала Harper’s Bazaar он занимает второе место в мире среди лучших частных островов.